# تشريح نياندرتال
اختلف تشريح نياندرتال (الإنسان البدائي) عن الإنسان الحديث من حيث البنية الأكثر قوة والخصائص المورفولوجية المميزة، خاصة بالنسبة للجمجمة، تشير الأدلة التشريحية إلى أنهم كانوا أقوى وأقصر قليلًا، قُدّر الطول باستخدام طرق مختلفة ويتراوح المتوسط ما بين بين 164–168 سم للذكور، 152 سم للإناث، متوسط الوزن 78-83 كغ للذكور، 63-66 كغ للإناث.

## علم الأمراض

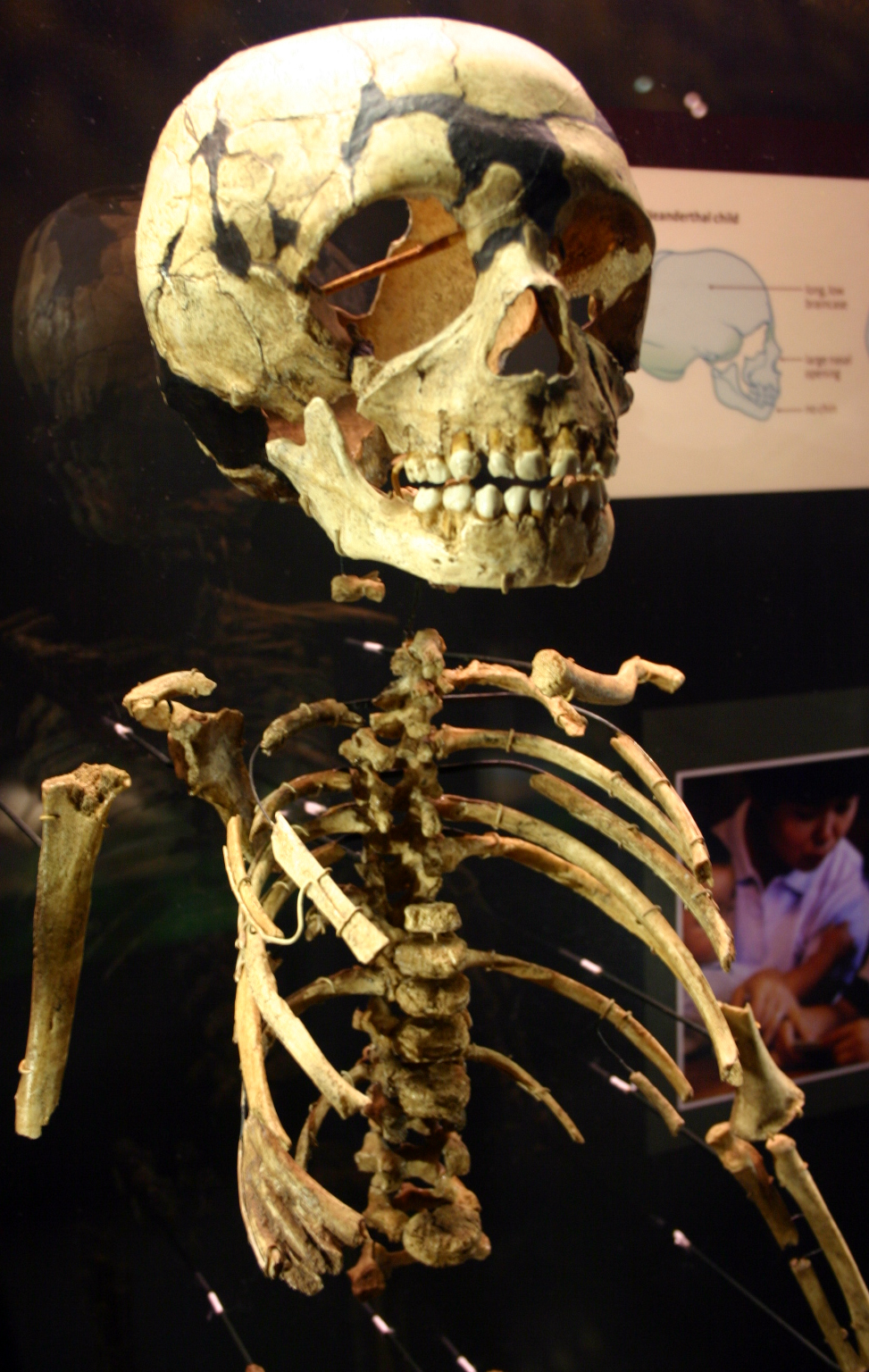
هيكل عظمي لطفل نياندرتال يبلغ من العمر 4 سنوات مدفون تحت ملجأ منحدر صخري، روك دي مارسال، 75000 عام. لي إيزييس، وادي فيزير، فرنسا.

ضمن سجلات غرب آسيا وأوروبا، هناك مجموعة واسعة من الأمراض أو الإصابات التي لوحظت عند الهياكل العظمية.

### الكسور
عانى الإنسان البدائي من عدد كبير من الكسور، خاصة في عظم الفخذ، العمود الفقري والجمجمة. كانت هذه الكسور تلتئم وتظهر عليها علامات قليلة أو معدومة للعدوى، ما يشير إلى أن الأفراد المصابين تلقوا الرعاية المناسبة. يشير نمط الكسور، كونهم لم يستخدموا الأسلحة، إلى أنهم ربما مارسوا الصيد بالقفز على الفرائس وطعنها أو حتى مصارعتها على الأرض.

### الأمراض التنكسية
كان التهاب المفاصل شائعًا لدى كبار السن منهم، واستهدف على وجه التحديد مناطق مفصلية مثل الكاحل والعمود الفقري والوركين والذراعين والركبتين وأصابع اليدين والقدمين. يرتبط هذا ارتباطًا وثيقًا بمرض المفاصل التنكسية، والذي يمكن أن يتراوح من التنكس الطبيعي المرتبط بالاستخدام إلى تحدد الحركة المؤلم وحدوث التشوهات، وهذا ما يمكن رؤيته بدرجات متفاوتة.

### العدوى
تظهر الدلائل على وجود عدوى في الهياكل العظمية عادةً على شكل آفات عظمية، والتي تنشأ عن طريق عدوى جهازية من المناطق القريبة، إذ تشير الآفات الموجودة على عظام الفخذ والساق إلى وجود عدوى جهازية أو سرطان (ورم خبيث).

### نظرية التكيف مع البرودة
اعتقد بعض الناس أن أنف الإنسان البدائي الكبير كان بهدف التكيف مع البرد، لكن الدراسات التي أُجريت على حيوانات القطب الشمالي أظهرت انخفاضًا في حجم الجيوب الأنفية في مناطق البرودة الشديدة بدلًا من تضخمها. يلخص تود سي راي التفسيرات حول تشريح إنسان نياندرتال كمحاولة لإيجاد تفسيرات للمفارقة بأن سماتها ليست للتكيف مع البرودة. لذلك، يستنتج راي أن تصميم الأنف الكبير والواسع قد تطور من أجل المناخ الأكثر سخونة في الشرق الأوسط ولم يتغير عندما دخل إلى أوروبا.

## الطفولة
قد يكون طفل الإنسان البدائي أسرع نموًا من طفل الإنسان الحديث. الإنسان الحديث لديه معدل نمو بطيء مقارنة بأي حيوان ثديي أثناء الطفولة (في الفترة ما بين الرضاعة والبلوغ) إذ يُعوّض نقص النمو خلال هذه الفترة لاحقًا أثناء المراهقة. أثيرت احتمالية اختلاف نمو طفل إنسان نياندرتال لأول مرة في عام 1928، كتب آرثر كيث في عام 1931، من الواضح أن أطفال الإنسان البدائي ظهر عليهم النضج في سن مبكرة مقارنة بأطفال الإنسان الحديث.
تشير الأبحاث الحديثة التي نُشرت في سبتمبر من عام 2017 استنادًا إلى هيكل عظمي أكثر اكتمالًا للإنسان البدائي (7.7 سنة) عُثر عليه في موقع عمره 49000 عام في شمال إسبانيا، إلى أن طفل إنسان نياندرتال نما بالفعل بمعدل مماثل للإنسان الحديث. تمكن الباحثون من فحص الأسنان والقحف والجمجمة، وهذا ما سمح بتقييم نضج الأسنان والهيكل العظمي مع تقدم العمر. في الواقع، أُبلغ عن وجود اختلافات رئيسية بين الإنسان البدائي والإنسان الحديث في شكل العمود الفقري أيضًا. أشارت العديد من الأبحاث أيضًا إلى استمرار نمو الدماغ. وقد لوحظ أن نمط النضج الفقري ونمو الدماغ الممتد قد يعكسان شكل الجسم وعلم وظائف الأعضاء للإنسان البدائي.